# Maradona y Pelé
Maradona y Pelé è un singolo del gruppo musicale italiano Thegiornalisti, pubblicato il 17 maggio 2019.

## Descrizione
Il titolo cita i due omonimi calciatori Diego Armando Maradona e Pelé e presenta sonorità influenzate da vari stili che spaziano tra la musica tropicale, salsa, samba e synth pop.

## Video musicale
Il video è stato reso disponibile il 22 maggio 2019 attraverso il canale YouTube del gruppo e ha visto la partecipazione dell'attrice Benedetta Porcaroli.

## Tracce
Testi di Dario Faini e Tommaso Paradiso, musiche di Dario Faini.
1. Maradona y Pelé – 3:21

## Successo commerciale
Maradona y Pelé è risultato essere il secondo singolo italiano (e nono in generale) più trasmesso dalle radio nel 2019.

## Classifiche

### Classifiche settimanali
| Classifica (2019) | Posizione massima |
| ----------------- | ----------------- |
| Italia            | 7                 |

### Classifiche di fine anno
| Classifica (2019) | Posizione |
| ----------------- | --------- |
| Italia            | 38        |